# Trận Hán Trung (215)
Trận Hán Trung diễn ra năm 215 là trận chiến tranh giành quyền kiểm soát khu vực Đông Xuyên thời Tam Quốc giữa hai quân phiệt Tào Tháo và Trương Lỗ. Kết quả Tào Tháo thôn tính vùng này, mở rộng khu vực kiểm soát tới sát địa phận của Lưu Bị.

## Hoàn cảnh
Hán Trung là một quận rộng lớn của Ích Châu, nằm ở phía đông nên gọi là Đông Xuyên. Khi Trương Lỗ đồng tình với Lưu Yên ly khai triều đình nhà Hán năm 190 đổi gọi Hán Trung là quận Hán Ninh. Năm 194, Lưu Yên chết, con là Lưu Chương lên thay, Trương Lỗ ly khai Lưu Chương nên gia quyến họ Trương ở Thành Đô bị Lưu Chương giết. Vì vậy Đông Xuyên và Tây Xuyên có thù.
Sau thất bại ở trận Xích Bích năm 208 và cuộc giao tranh với Tôn Quyền bất phân thắng bại năm 213, Tào Tháo nhận thấy thế chân vạc đã vững, chưa thôn tính Giang Đông hiểm yếu được. Sang năm 214, Lưu Bị hoàn thành đánh chiếm Tây Xuyên của Lưu Chương khiến Tào Tháo phải gấp rút hành động, ngăn chặn sự phát triển ở Ích châu của Lưu Bị.
Vì vậy, Tào Tháo dự định đánh chiếm Hán Trung (Đông Xuyên) của Trương Lỗ, sau đó xuôi theo sông Hán Thủy xuống phía nam đánh Ích châu để trừ Lưu Bị.

## Diễn biến

### Tào Tháo đánh chiếm ải Dương Bình
Tháng 3 năm 215, Tào Tháo xuất phát qua Trần Thương, sau khi ra khỏi Tản Quan đánh diệt hẳn Hàn Toại, Tào Tháo mới quay trở lại đánh Hán Trung.
Thấy quân Tào thế mạnh, Trương Lỗ muốn hàng nhưng em là Trương Vệ phản đối, nhất định muốn chống cự. Trương Lỗ cho Trương Vệ mang vài vạn quân ra đối địch.
Trương Vệ ra trấn giữ ải Dương Bình, Tào Tháo đánh 3 ngày không hạ được. Nhưng sau đó bất ngờ quân Tào chiếm được cửa ải. Sử sách chép về sự kiện này không giống nhau.
Ngụy Tấn thế ngữ chép rằng: Tào Tháo nản chí muốn lui binh, nhưng Tây tào duyện Quách Kham khuyên ông nên kiên trì:
Quân ta đã tiến sâu vào đất địch như vậy, chỉ có thể tiến lên chứ không thể lui về. Nếu lui về sẽ không thể thu thập, tiến lên sẽ giành phần thắng
Tào Tháo còn đang do dự chưa quyết thì đúng đêm hôm đó có chuyện phát sinh bất ngờ: hàng ngàn con hươu tràn vào trại quân Trương Vệ nên quân Vệ náo loạn. Cùng lúc đó tiền quân của Tào Tháo lại đi lạc đường, tiến vào trại của Trương Vệ. Viên trung hộ quân của Tào Tháo là Cao Tộ sợ quân chạy rải rác trong trại địch sẽ bị tiêu diệt, vội gióng trống thổi tù và làm hiệu; không ngờ điều đó khiến Trương Vệ sợ hãi, tưởng quân Tào đã vào đông nên hốt hoảng bỏ chạy. Quân Hán Ninh cũng hoảng hốt tan vỡ. Trương Vệ bị quân Tào bắt.
Theo Tam Quốc chí, người hiến kế cho Tào Tháo nên kiên trì chiến đấu không phải Quách Kham mà là Chủ bạ Lưu Hoa.
Ngụy danh thần tấu của Đổng Chiêu cũng chép về việc đánh chiếm ải Dương Bình tương tự như Ngụy Tấn thế ngữ. Theo đó, Tào Tháo đánh ải Dương Bình không hạ được đang chán nản, sai Hạ Hầu Đôn và Hứa Chử mang quân lên núi định theo đó rút về.
Đại bộ phận quân Tào theo lệnh của Hạ Hầu Đôn và Hứa Chử đã rút lên núi, thì một bộ phận nhỏ quân tiền phong lại đi lạc vào trại của Trương Vệ. Trương Vệ bị bất ngờ, toàn quân hốt hoảng, bỏ doanh trại chạy. Tào Tháo được tin quân Hán Ninh bỏ trại chạy tán loạn bèn thúc quân tiến lên, chiếm được ải Dương Bình.
Tuy không thống nhất hoàn toàn về tình tiết nhưng sử sách đều xác nhận việc cánh quân Tào tiến vào trại Trương Vệ do đi lạc đường, vô tình tiến vào trong trại, còn quân Trương Vệ cũng bị bất ngờ nên không kịp đối phó dẫn tới thua trận.
Tào Tháo bắt được Trương Vệ, sai mang Trương Vệ ra chém.

### Trương Lỗ đầu hàng
Nghe tin Trương Vệ thua trận, Trương Lỗ muốn đầu hàng. Thủ hạ là Diêm Phố khuyên ông chưa hàng ngay vì chưa giao tranh đã đầu hàng như vậy sẽ bị Tào Tháo coi thường. Theo ý kiến của Diêm Phố, Trương Lỗ nên chạy ra núi Đại Ba, dựa vào các thủ lĩnh bộ tộc là Đỗ Quán, Bốc Hồ cố thủ, tỏ ra còn có ý giao tranh, sau đó mới sai người đến chỗ Tào Tháo xin giảng hòa.
Trương Lỗ khen kế của Diêm Phố hay, bèn làm theo. Có người khuyên Trương Lỗ nên đốt kho tàng khiến quân Tào đến nơi không có gì ăn sẽ bị đói. Nhưng Trương Lỗ không nghe theo, mà khoá hết kho tàng, niêm phong lại.
Trương Lỗ mang quân chạy về huyện Ba Trung. Tây Xuyên do Lưu Bị mới làm chủ bị uy hiếp. Hoàng Quyền khuyên Lưu Bị nên khẩn cấp điều quân ra phòng thủ 3 quận Ba Tây, Ba Thục và Ba Trung trước nguy cơ bị Tào Tháo thừa thắng xâm nhập. Lưu Bị nghe theo, bèn sai Hoàng Quyền làm hộ quân, dẫn đầu các tướng đón Trương Lỗ để cùng liên minh chống Tào. Nhưng khi Hoàng Quyền mới đến Ba Trung thì Trương Lỗ quay về Nam Trịnh xin đầu hàng Tào Tháo.
Tào Tháo khen ngợi việc Trương Lỗ không đốt kho tàng, chấp nhận cho Trương Lỗ đầu hàng, sai sứ đi đón ông. Khi Trương Lỗ đến nơi, Tào Tháo phong làm Trấn Nam tướng quân, Lãng Trung hầu; năm con trai của Lỗ và Diêm Phố cũng được phong làm liệt hầu. Sau đó ông còn kết thông gia với Trương Lỗ, lấy con gái Lỗ cho con trai mình.
Tướng Tây Lương cũ là Mã Siêu bất mãn với Trương Lỗ nên đã bỏ sang Tây Xuyên theo hàng Lưu Bị từ năm trước (214), bộ tướng của Siêu là Bàng Đức ở lại Đông Xuyên nên lúc đó theo hàng Tào Tháo.

## Hậu quả và ý nghĩa
Tào Tháo đánh chiếm được vùng Đông Xuyên, áp sát địa bàn Tây Xuyên do Lưu Bị mới quản lý. Ông đổi lại tên Hán Ninh thành tên cũ là Hán Trung. Thấy quận Hán Trung rộng lớn, Tào Tháo chia làm 3 quận: Trung tâm vẫn gọi là Hán Trung, đặt thêm 2 quận Tân Thành và Phòng Lăng. Toàn bộ lãnh thổ Hán Ninh cũ được gọi là Ích châu, phong Triệu Ngung làm Thứ sử Ích châu, công khai không thừa nhận ngôi vị Ích châu mục của Lưu Bị ở Tây Xuyên. Ông để Hạ Hầu Uyên tổng quản trấn thủ cả ba quận, có thêm Trương Cáp và Đỗ Tập trợ giúp, còn mình cất đại quân về Nghiệp Thành (Ký châu). Hai viên chủ bạ là Tư Mã Ý và Lưu Hoa đã khuyên ông nên thuận đường đánh sang Tây Xuyên, chiếm Ích châu khi Lưu Bị chưa vững chân nhưng Tào Tháo không nghe theo, bỏ mất cơ hội tốt.
Có ý kiến cho rằng Tào Tháo bỏ cơ hội đánh Tây Xuyên vì ông không đánh giá cao tài năng quân sự của Lưu Bị và trở về để lo dọn đường cho việc xưng vương.

## Trong Tam Quốc diễn nghĩa
Trong tiểu thuyết Tam Quốc diễn nghĩa của La Quán Trung, cuộc chiến của Trương Lỗ kháng cự với Tào Tháo được mô tả khá kỹ. Vai trò của Trương Vệ trong cuộc chiến khá mờ nhạt mà các tướng được nhắc đến nhiều bên Trương Lỗ là anh em Dương Ngang và Dương Nhiệm. Hai tướng lần lượt giao tranh với các tướng Tào như Hứa Chử, Từ Hoảng. Hai tướng ra chống cự Tào Tháo bị thất bại và Trương Lỗ phải đầu hàng.
Tình tiết quân Tào đi nhầm vào trại Trương Vệ không được Tam Quốc diễn nghĩa nhắc đến.